# Брояница

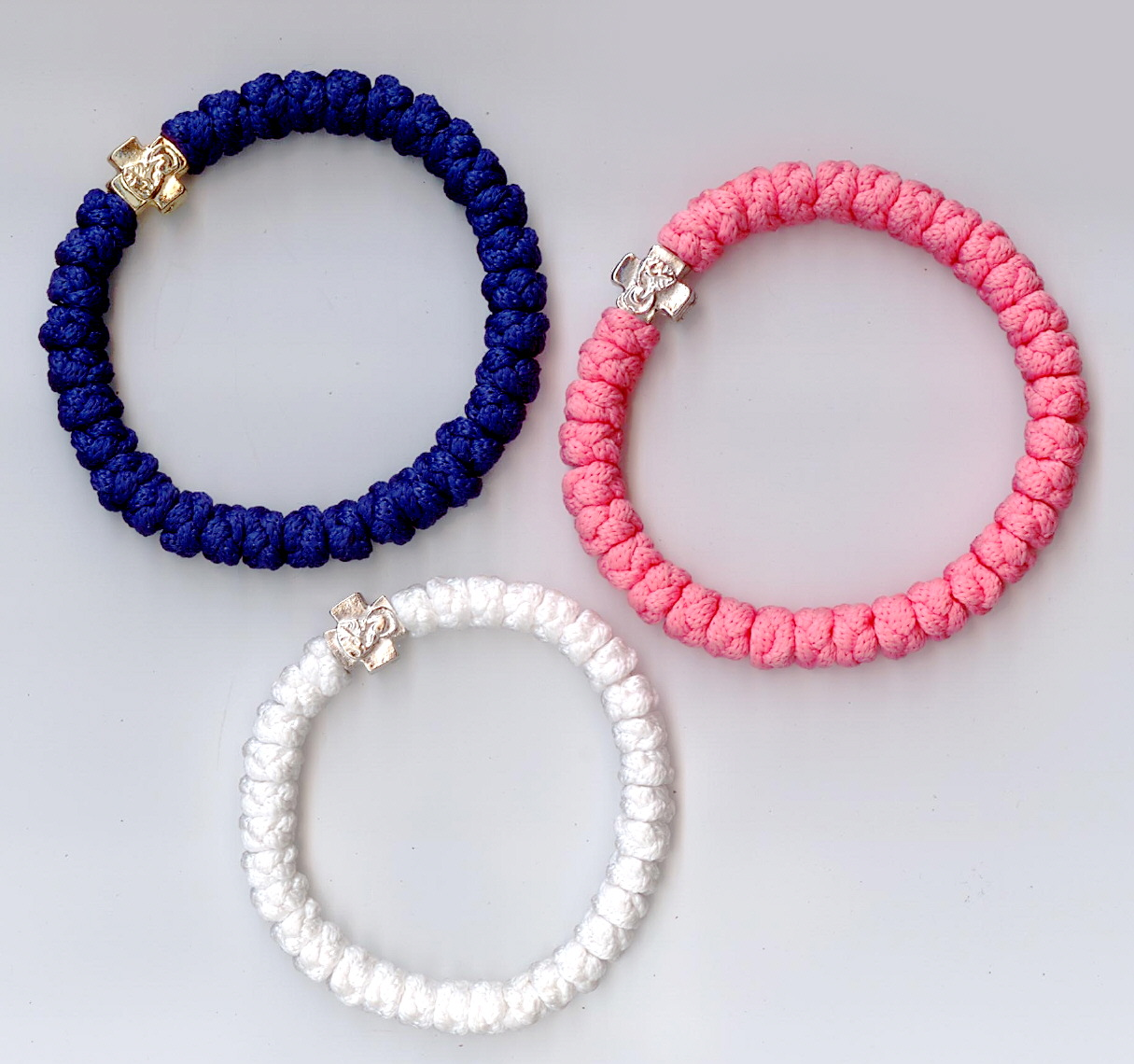
Брояницы разных цветов

Броя́ница (серб. бројаница — предназначенное для счёта от број — «число») — особый род чёток, распространённый в православных странах Балкан, прежде всего, Сербии и Черногории и представляющий собой полосу, связанную особым плетением из овечьей шерсти и соединённую в кольцо.

## Описание

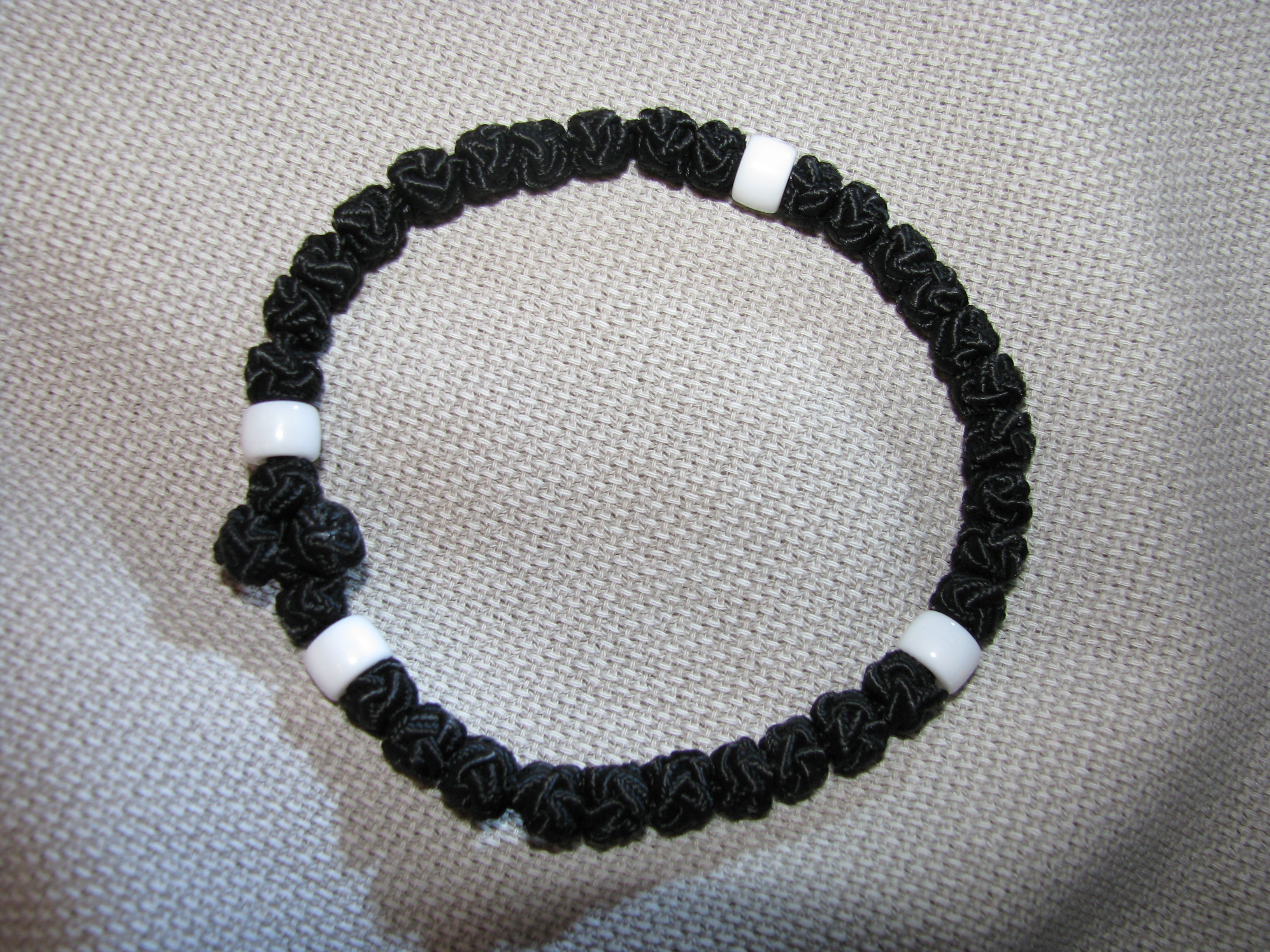
Узелковые чётки-браслет. 30 узлов с разделителями. Русская православная церковь, начало XXI века

Малые брояницы на 33 узла носятся на запястье обычно левой руки в виде браслета. При молитве брояница снимается и держится в левой руке, правой рукой производится крестное знамение.
В длинных брояницах — 50, 100 или 300 узлов, они используются так же, как и обычные чётки.
В настоящее время брояницы могут изготавливаться также из синтетических волокон различных цветов, кожи, серебряного и золотого шнура. На месте скрепляющего концы малой брояницы узла часто вывязывается из того же материала или крепится отдельной деталью (в том числе и из благородных металлов) небольшой равносторонний крест.
Браслеты аналогичной конструкции под названием «комбоскини» (греч. Κομποσκοίνι) изготавливаются также монахами монастырей и скитов на Афоне.

## Символический смысл
Овечья шерсть, традиционный материал брояницы, напоминает о том, что все христиане — стадо Христа — Доброго Пастыря. Каждый узел брояницы состоит из семи пересечений нитей — семи крестов. Малую брояницу составляют 33 узла по числу лет земной жизни Христа.

## Использование
- Считается, что приобрести брояницу можно только в качестве подарка. Дарение брояницы означает особое уважение.
- Так как узлы брояницы образованы крестами, существует околорелигиозное поверие, что ношение брояницы на запястье равно ношению нательного креста.
- Брояницы в настоящее время часто используются в качестве сувенира и аксессуара в одежде вне религиозной функции.